# Odontostilbe avanhandava
Odontostilbe avanhandava es una especie del género de peces de agua dulce Odontostilbe perteneciente a la familia de los caracínidos. Habita en ambientes acuáticos tropicales en el centro-este de Sudamérica

## Taxonomía
Descripción original
Esta especie fue descrita originalmente en el año 2018 por los ictiólogos Junior Alberto Chuctaya-Vasquez, Cristina Motta Bührnheim y Luiz Roberto Malabarba.
Localidad tipo
La localidad tipo referida es: “ribeirão da Batalha, establecimiento Batalha (Pedro Quaresma), en las coordenadas: 17°25′25″S 47°27′11″O / -17.42361, -47.45306, río Paranaíba, municipio de Paracatu, estado de Minas Gerais, Brasil”.
Holotipo
El ejemplar holotipo designado es el catalogado como: LIRP 3239; se trata de una hembra adulta, la cual midió 48,7 mm de longitud estándar. Fue capturada por C. A. A. Figueiredo y E. S. S. Rego el 27 de abril de 2002. Se encuentra depositada en la colección del Laboratorio de Ictiología de Ribeirão Preto (LIRP) de la Universidad de São Paulo, ubicada en la municipalidad de Ribeirão Preto, estado de São Paulo.
Etimología
Etimológicamente, el término genérico Odontostilbe se construye con palabras en idioma griego, en donde: odous significa ‘dientes’ y stilbe es ‘lámpara’.
El epíteto específico avanhandava es un topónimo que refiere al salto de Avanhandava, una desaparecida cascada del río Tieté, ya que allí ocurrió en 1908 la captura del primer espécimen de esta especie, el cual fue coleccionado por John D. Haseman. El término significa: ‘‘Hombre que habla el dialecto Nhandeva’’. Esta caída de agua fue inundada por el embalse de la represa hidroeléctrica Nova Avanhandava.
Caracterización y relaciones filogenéticas
Hasta su descripción, los individuos de Odontostilbe avanhandava eran asignados a O. microcephala, una especie descrita sobre la base de dos especímenes colectados en el tramo boliviano del río Pilcomayo, un afluente del río Paraguay.
Odontostilbe avanhandava se distingue de O. weitzmani por exhibir dientes premaxilares con 7-11 cúspides, todas aproximadamente del mismo tamaño (frente a dientes premaxilares con 5 o 7 cúspides, con la cúspide central más ancha y más grande que las laterales, en O. weitzmani), y por la presencia de 11-12 lamelas en los lados izquierdo y derecho del rafe medio central de la roseta olfativa (frente a 20-21 en O. weitzmani).
Del resto de las especies del género Odontostilbe, O. avanhandava se puede distinguir por presentar dientes mesopterópicos, agrupados en la porción medial del hueso, formando una fila continua.

## Distribución geográfica y hábitat
Odontostilbe avanhandava se distribuye en el centro-oriental de Sudamérica. Habita en cursos fluviales tropicales de la cuenca del río Paraná superior, perteneciente a la cuenca del Plata; dicha hoya hidrográfica vuelca sus aguas en el océano Atlántico Sudoccidental por intermedio del Río de la Plata. 
Es un pez exclusivo de Brasil, habiendo sido colectado en los estados de: Goiás, Mato Grosso del Sur, Minas Gerais y São Paulo.
Ecorregionalmente este pez constituye un endemismo de la ecorregión de agua dulce Paraná superior.

## Conservación
Los autores recomendaron que, según los lineamientos para discernir el estatus de conservación de los taxones —los que fueron estipulados por la organización internacional dedicada a la conservación de los recursos naturales Unión Internacional para la Conservación de la Naturaleza (IUCN)—, en la versión 13.ª de la obra Lista Roja de Especies Amenazadas, Odontostilbe avanhandava sea clasificada como una especie bajo “preocupación menor” (LC).